# Liste de jeux Interplay
La liste de jeux Interplay répertorie les jeux vidéo développés ou édités par Interplay, classés par ordre alphabétique.
- Haut – A
- B
- C
- D
- E
- F
- G
- H
- I
- J
- K
- L
- M
- N
- O
- P
- Q
- R
- S
- T
- U
- V
- W
- X
- Y
- Z

## 0-9
- 5 in 1 FunPak.

## A
- The Adventures of Rad Gravity ;
- Another World ;
- Atomic Bomberman.

## B
- Baldur's Gate II: Shadows of Amn ;
- Baldur's Gate: Dark Alliance 2 ;
- Battle Chess ;
- Battle Chess: Game of Kings ;
- Battlecruiser 3000AD ;
- Blackhawk ;
- Blood and Magic ;
- Boogerman: A Pick and Flick Adventure ;
- Buzz Aldrin's Race Into Space.

## C
- Caesars Palace 2000 ;
- Carmageddon ;
- Casper ;
- Castles ;
- Castles II: Siege and Conquest ;
- ClayFighter ;
- ClayFighter 63⅓ ;
- ClayFighter 2: Judgment Clay ;
- Claymates ;
- Conquest of the New World.
- Cyberia

## D
- Descent ;
- Descent 3 ;
- Descent II ;
- Descent: FreeSpace - The Great War ;
- Disruptor ;
- Dragon Wars ;
- Dungeon Master II: The Legend of Skullkeep.

## E
- Evolva.

## F
- Fallout ;
- Fallout 2 ;
- Fallout Extreme ;
- The Forgotten Realms Archives ;
- Frankenstein: Through the Eyes of the Monster ;
- FreeSpace 2.

## G
- Giants: Citizen Kabuto.

## H
- Heart of Darkness ;
- Hostile Waters ;
- Hunter: The Reckoning.

## I
- Icewind Dale ;
- Icewind Dale II ;
- Invictus: In the Shadow of Olympus.

## J
- J. R. R. Tolkien's The Lord of the Rings, Vol. I.

## L
- The Last Express ;
- The Lost Vikings ;
- The Lost Vikings 2.

## M
- Mario's Game Gallery ;
- MDK ;
- MDK 2 ;
- Meantime ;
- M.A.X.: Mechanized Assault and Exploration ;
- M.A.X. 2 ;
- Mortyr: 2093-1944.

## N
- Neuromancer ;
- Normality.

## O
- Of Light and Darkness: The Prophecy.

## P
- Planescape: Torment.

## R
- Realms of the Haunting ;
- Redneck Rampage ;
- Rock N' Roll Racing ;
- RPM Racing ;
- Run Like Hell.

## S
- Star Reach ;
- Star Trek: 25th Anniversary ;
- Star Trek: Judgment Rites ;
- Star Trek: Klingon Academy ;
- Star Trek: New Worlds ;
- Star Trek: Starfleet Academy ;
- Star Trek: Starfleet Academy - Starship Bridge Simulator ;
- Star Trek: Starfleet Command ;
- Star Trek: Starfleet Command - Orion Pirates ;
- Star Trek: Starfleet Command II - Empires at War ;
- Star Trek: Starfleet Command III ;
- Soulbringer ;
- Stonekeep.

## T
- Tanktics ;
- The Bard's Tale II: The Destiny Knight ;
- The Bard's Tale III: Thief of Fate ;
- The Bard's Tale: Construction Set ;
- The Bard's Tale: Tales of the Unknown ;
- The Lost Vikings ;
- Track Meet.

## W
- Wasteland ;
- Wild 9 ;
- Wolfenstein 3D.